# John Dunlop (treinador de cavalos de corrida)
John Leeper Dunlop (Tetbury, 10 de julho de 1939 &#x2013; 7 de julho de 2018) foi um treinador de cavalos de corrida baseado em Arundel, Sussex.

## Carreira
Ele treinou os vencedores de 74 Grupo de corridas, incluindo 10 Britânico Clássicos, com mais de 3000 vencedores no total. Ele foi o Britânico de televisão Campeão de corridas de Treinador em 1995.
Ele faleceu em 7 de julho de 2018 a idade de 78 anos.